# Bomberman Hardball
Bomberman Hardball, conocido en Japón como Bomberman Battles, es un videojuego para PlayStation 2 que se aleja de los juegos previos de la serie Bomberman, y ofrece juegos de deportes además del modo batalla tradicional.

## Jugabilidad
Bomberman Hardball se encuentra dividido en cuatro juegos. El modo batalla, el juego estándar, es acompañado por juegos de tenis, golf y béisbol. En el centro se encuentra el modo vida, donde el usuario puede diseñar un Bomberman para usar en cualquier modo.

### Modo batalla
Modo batalla es el centro de mesa de todos los modos de Bomberman. Este modo es la fórmula estándar de Bomberman; los jugadores navegan por cuadrículas laberínticas, colocando bombas para intentar eliminar a otros jugadores. Existen varias variaciones del modo Batalla, aunque todas se centran en la jugabilidad clásica de Bomberman.
- Clásica: Un modo deathmatch estándar.
- Estrella: Se debe recolectar la mayoría de las estrellas.
- Corona: Ganará aquel que encuentre la corona.
- Puntos: Se gana acumulando el mayor puntaje eliminando enemigos.
- Replay: Permite mirar sesiones de juego guardadas en la Memory Card.

### Béisbol
Béisbol posee dos modos: exhibición, que es un modo de una sola partida, y un modo temporada, en el cual se juega en un partido de liga de treinta juegos contra cinco equipos controlados por la CPU. La puntería es automática, haciendo que gran parte de la jugabilidad se centre en presionar el botón en el momento correcto (correr por las bases también es automático, y el fildeo puede ser manual o no)

### Golf
Golf puede jugarse en modo exhibición o torneo con un total de dieciocho hoyos disponibles. Como en Mario Golf, los tiros son controlados con una barra horizontal en el borde inferior de la pantalla. Una vara vertical recorrerá la barra horizontal hasta que se pulse un botón, determinando la fuerza del tiro. Luego, esta vara volverá al punto de partida, dirigiéndose a otra vara fija. Pulsar el botón una segunda vez detendrá la vara en movimiento de nuevo; mientras más cerca haya quedado de la vara fija, más preciso será el tiro.

### Tenis
Tenis se puede jugar individual o doble en cancha dura, de arcilla o césped. Se puede jugar un partido de exhibición seleccionando el número de sets y juegos, o un torneo donde se juega contra una serie de oponentes.

### Vida
En modo vida, el jugador puede cuidar de un Bomberman blanco que vive en su propia casa. Adentro se encuentran varios objetos interactivos, incluyendo una TV. Para acceder a estos objetos interactivos, se debe usar el celular. Las opciones son las siguientes:
- Canal 1: Mirar una batalla.
- Canal 2: Mirar béisbol.
- Canal 3: Mirar tenis.
- Canal 4: Mirar golf.
- Canal 5: Editar personaje Bomberman.
- Canal 6: Ir al menú de opciones.
- Canal 7: Mostrar calendario.
- Canal 8: Renombrar personaje Bomberman.
- Canal 9: Comprar de la máquina de chicles.

La TV puede usarse para mirar demostraciones de partidos de otros modos de juego (jugadas por la CPU). La máquina de chicles permite al jugador gastar 100 monedas en cosas como trajes para Bomberman. Las monedas se obtienen jugando los modos de juego principales, y los ítems son elegidos al azar. El Bomberman personalizado puede ser usado en cualquier modo.